# Camille Enlart
Camille Enlart (Boulogne-sur-Mer, 22 novembre 1862 – Parigi, 14 febbraio 1927) è stato un archeologo e storico dell'arte francese; specialista in archeologia medievale, utilizzò molto la fotografia.

## Biografia
Enlart nacque in una famiglia di magistrati. Studiò disegno con William-Adolphe Bouguereau all'École des beaux-arts, si dedicò poi al diritto finché nel 1885 fu ammesso all'École nationale des chartes, la Grande école dedicata alle Scienze ausiliarie della storia, dalla quale uscì nel 1889 con una tesi intitolata Monumenti religiosi dell'architettura romanica nelle diocesi di Amiens, Arras e Thérouanne.
Nel 1893, dopo un viaggio in Italia durato due anni, fu nominato sottobibliotecario all'École des beaux-arts e tra il 1894 e il 1899 fu supplente di Robert de Lasteyrie all'École des chartes. Insegnò archeologia medievale all'École Spéciale d'Architecture e all'École du Louvre.
Nel 1903 divenne direttore del musée de sculpture comparée incarico che tenne fino alla morte.
Praticò la fotografia, in parti colare durante i suoi numerosi viaggi in Spagna, Portogallo, Scandinavia, Siria e Cipro, dove studiò la diffusione dell'arte gotica fuori dalla Francia. Durante la sua carriera fu un fervente sostenitore dell'abbandono del termine "gotico" in cambio del termine "arte francese", traduzione del termine latino opus francigenum utilizzato per designare l'architettura gotica nel medioevo: in effetti "gotico" rinviava, secondo lui, al mondo germanico - il che non suonava bene, nel clima postbellico seguente alla Guerra franco-prussiana.
Dalle sue due principali missioni a Cipro, nel 1896 e nel 1901, Enlart riportò in Francia varie opere acquistate o trovate sul posto; offrì al Museo del Louvre il frammento della tomba di un principe Lusignano, e alla sua morte più di 1000 pezzi delle sue collezioni personali alla biblioteca e al museo della sua città natale.

## Istituti di cultura e associazioni scientifiche
Fu membro dell'École française di Roma e accolto all'Académie des inscriptions et belles-lettres due anni prima della morte, nel 1925.
Fece parte di molte associazioni culturali, dalla Société des antiquaires de France (di cui divenne presidente nel 1917), a varie altre accademie e società locali.

## Decorazioni
- 1910: cavaliere della Legion d'onore.

## Principali pubblicazioni
- « Monuments religieux de l'architecture romane dans les diocèses d'Amiens, d'Arras et de Thérouanne ». Positions de thèse. Paris : École des chartes, 1889 ; ouvrage publié en 1895 à Amiens
- Origines françaises de l'architecture gothique en Italie. Paris : Bibliothèque des Écoles françaises d'Athènes et de Rome, 1894
- L'Art gothique et la renaissance en Chypre : illustré de 34 planches et de 421 figures, vol. 1, Paris, E. Leroux, 1899. URL consultato il 13 giugno 2014 (archiviato dall'url originale il 19 luglio 2017).
- Rouen, Paris, H. Laurens, 1906. URL consultato il 1º settembre 2019.
- Manuel d'archéologie française, depuis les temps mérovingiens jusqu'à la Renaissance
- Hôtel et beffrois du nord de la France : Moyen Âge et Renaissance. Paris : H. Laurens, 1919, 64 p.
- Villes mortes du Moyen Âge. Paris : É. de Boccard, 1920, 164 p.
- Les Monuments des Croisés dans le Royaume de Jérusalem ; préf. de Paul Léon. Paris, 1925-1929, 2 vol.
- Manuel d'archéologie : la Renaissance en France, architecture et sculpture. Paris, ouvrage posthume, 1928

Nel catalogo OPAC del Servizio Bibliotecario Nazionale non risultano traduzioni in italiano.